# عروس تهران
عروس تهران فیلمی به کارگردانی و نویسندگی احمد نجیب زاده محصول سال ۱۳۴۶ است.

## خلاصه داستان
دختری روستایی در خانوادهٔ مرفهی مستخدم است...

## بازیگران
- کتایون
- جواد قائم‌مقامی
- شهلا ریاحی
- منصور متین
- ایران قادری
- گیتی جعفری
- امیرهوشنگ زند